# Jhanzi
Jhanzi és un riu de l'Índia nord-oriental que neix prop de Mokokchung a les muntanyes Naga i corre en direcció nord per desaiguar al Brahmaputra. El seu curs és de 114 km passant per Nagaland i Assam. És navegable amb bots de fins a 4 tones a la temporada de pluges. Abans s'utilitzava per al transport del te, però després el ferrocarril complí aquesta tasca.